# Parachernes semilacteus
Espèce
Parachernes semilacteus est une espèce de pseudoscorpions de la famille des Chernetidae.

## Distribution
Cette espèce est endémique de la province de Morobe en Papouasie-Nouvelle-Guinée. Elle se rencontre vers Finschhafen.

## Description
La femelle holotype mesure 2,5 mm.

## Publication originale
- Beier, 1965 : Die Pseudoscorpioniden Neu-Guineas und der benachbarten Inseln. Pacific Insects, vol. 7, no 4, p. 749-796 (texte intégral).